# O Rio Branco
O Rio Branco é um jornal Brasileiro impresso na cidade de Rio Branco no estado do Acre. Foi inaugurado em 20 de abril de 1969 pelo Grupo Diários Associados de Assis Chateaubriand e foi o primeiro jornal diário do estado, circulando diariamente desde 1970 .Entre 1969 e 1988,pertenceu aos Associados quando foi adquirido pelo empresário Narciso Mendes